# Robert Hunt (football américain)
Pour les articles homonymes, voir Robert Hunt et Hunt.
(en) Statistiques sur pro-football-reference
Robert Hunt (né le 25 août 1996 à Jasper dans l'État du Texas aux États-Unis) est un sportif professionnel américain de football américain jouant aux postes d'offensive guard et d'offensive tackle dans la National Football League (NFL) depuis la saison 2020.
Au niveau universitaire, il a joué pendant quatre saisons dans la NCAA Division I FBS pour les Ragin' Cajuns de l'université de Louisiane à Lafayette.
Sélectionné lors du 2e tour de la draft 2020 par la franchise des Dolphins de Miami, il y joue jusqu'en fin de saison 2023 et rejoint ensuite les Panthers de la Caroline.

## Biographie

### Jeunesse
Né à Wiergate au Texas, la famille de Hunt déménage à Fort Worth, lorsqu'il est encore très jeune. Après d'autres déménagements, il retourne vivre avec sa tante dans le comté de Newton et étudie au lycée de Burkeville. Il y pratique le basket-ball et et le football américain pour l'équipe des Mustangs. Hunt s'engage à jouer au football américain universitaire pour les Ragin' Cajuns de Louisiane bien qu'il ait également reçu une offre des Cougars de Houston,.

### Carrière universitaire
Ayant le statut de joueur redshirt, Hunt ne joue pas lors de sa première saison chez les Ragin' Cajuns. L'année suivante, il est désigné titulaire au poste d'offensive guard et dispute les 13 matchs de la saison. La saison suivante, il joue neuf matchs à gauche et deux à droite, tout en ratant un match à la suite d'une suspension. Il dispute ensuite les 14 matchs de sa saison junior et obtient une sélection dans la 2e équipe de la Sun Belt Conference. Blessé, il rate la deuxième moitié de sa saison senior à la suite d'une blessure à l'aine ce qui ne l'empêche pas d'être sélectionné dans la première équipe de la Sun Belt. Il est invité à jouer le Senior Bowl 2020, mais n'a pas pu y participer à la suite de cette blessure.

### Carrière professionnelle

#### Draft
Hunt est sélectionné en 39e choix global lors du 2e tour de la draft 2020 de la NFL par la franchise des Dolphins de Miami,. Il est le quatrième joueur des Ragin' Cajuns à être sélectionné lors d'un deuxième tour de draft et le troisième joueur de Louisiana à être sélectionné le plus tôt dans une draft précédé par Charles Tillman et Anthony Clement (en).

#### Dolphins de Miami
Hunt fait ses débuts dans la NFL le 13 septembre 2020 lors du match contre les Patriots de la Nouvelle-Angleterre. Il est titularisé au poste d'offensive tackle droit pour la première fois le 11 octobre 2020 pour le match gagné 43 à 17 contre les 49ers de San Francisco. La position qu'il occupe est particulièrement importante pour son équipe puisqu'il est chargé de l'angle mort du quarterback Tua Tagovailoa, ce dernier étant gaucher. Après sa bonne saison rookie, l'équipe engage l'offensive tackle D. J. Fluker et sélectionne à la draft, l'offensive guard Liam Eichenberg (en). Hunt est dès lors déplacé au poste d'offensive guard en remplacement d'Ereck Flowers récemment transféré. Il joue à ce poste lors des trois saisons suivantes et se montre efficace pour éviter les pressions sur son quarterback.

#### Panthers de la Caroline
Devenu agent libre, Hunt signe un contrat de cinq ans pour un montant de 100 millions de dollars avec les Panthers de la Caroline. Il rejoint alors les titulaires Austin Corbett et Brady Christensen (en). Plus tard dans l'entre saison, il est rejoint par Damian Lewis (en) alors que Corbett est réassigné au poste de centre. Avec Lewis, ils forment un duo performant ce qui lui permet d'être sélectionné en fin de saison 2024 pour son premier Pro Bowl.